# Богдановка (Борисполски район)
Богдановка (на английски: Богда́нівка) е село в Борисполски район в източната част на Киевска област, Украйна. Принадлежи към Яготинската градска община, една от общините на Украйна.
Местното управление се администрира от Богдановския селски съвет, който включва селата Богдановка и Коптевичивка.

## География
Селото е разположено на кръстовището на три области на Украйна – Киевска, Полтавска и Черкаска на надморска височина от 125 m. Намира се на 1 km разстояние от магистралата по европейски път E40, която свързва Киев с Харков. Разстоянието от областния център Киев е 115 km. Това е 27 km от Яхотин и 362 km от Харков.

## История
Село Богдановка е основано през 1730 г.
До 18 юли 2020 г. Богдановка принадлежи към Яготинския район, който впоследствие е премахнат като част от административната реформа на Украйна, която намалява броя на районите на Киевска област до седем. Областите на Яготинския район са обединени в Борисполския район. Селото е окупирано от германците през 1917 – 1918 и 1941 –1943.

## Личности
- Катерина Билокур – украинска художничка, народна артистка на Украйна.[5]